# Sedna
Sedna (Sanna, Nerrivik, Nuliajuq, Arnarquagssaq), Sedna je eskimska (inuitska) božica mora. Prema većini verzija legende Sedna je nekoć bila prekrasna smrtna žena koja je postala vladarica Adlivuna (podzemlje Inuita na dnu mora) nakon što ju je otac bacio iz svog kajaka u ocean. Često se kaže da su Sednini Prsti, koje je njezin otac morao odrezati kako se ne bi držala za bok čamca, postali prvi morski sisavci. Ostali detalji Sednine priče ispričani su različito u različitim zajednicama Eskima-- ponekad je izazvala očev bijes napadajući ga ili kršeći kulturološke tabue, dok je drugi put njezin otac sebično pokušavao spasiti vlastiti život žrtvujući Sednu.